# Peru nos Jogos Olímpicos de Verão de 1936
O Peru participou dos Jogos Olímpicos de Verão de 1936 em Berlim, na Alemanha.